# IC 5187
IC 5187 је спирална галаксија у сазвјежђу Тукан која се налази на листи објеката дубоког неба у Индекс каталогу.
Деклинација објекта је - 59° 36' 26" а ректасцензија 22h 18m 18,0s. Привидна величина (магнитуда) објекта IC 5187 износи 13,9 а фотографска магнитуда 14,7. IC 5187 је још познат и под ознакама ESO 146-16, PGC 68536.